# Specijalna jedinica PU Kutina "Ris"
Specijalna jedinica PU Kutina "Ris" bila je postrojba posebne namjene hrvatske policije. Osnovana je 15. ožujka 1991. godine.

## Povijest
Nakon prvih višestranačkih izbora u Hrvatskoj, čije održavanje i čiji rezultati nisu bili po volji velikosrpskim krugovima, dio srpskog stanovništva nije prihvatio novu demokratski izabranu hrvatsku vlast. Uskoro dolazi do pobune dijela srpskog pučanstva na području koje operativno pokriva tadašnja PU Kutina (općine Kutina, Novska, Garešnica i Ivanić-Grad), a ni nakon osamostaljenja Republike Hrvatske situacija se nije poboljšala.
Te su okolnosti dovele da je ondašnji ministar unutarnjih poslova RH Josip Boljkovac zapovijedio 15. ožujka 1991. godine da se na području PU Kutina započne s formiranjem Posebne postrojbe policije pri PU Kutina. Postrojba je stvorena tako što su stvorene skupine veličine jednog voda, a po policijskim postajama Kutina (2 voda), Novska, Garešnica i Ivanić-Grad po jedan vod. Dne 18. ožujka 1991. godine bilježi se se kao nadnevak osnutka Posebne jedinice policije pri PU Kutina.
Mladen Vulinec bio je prvi zapovjednik SJP Ris, a zamjenik mu je bio Siniša Žarković. Dužnosti zapovjednika poslije su obnašali i drugi, a među njima se ističu Dražen Sopina, Jurica Fabijanić, Boris Jambrešić, Mario Božić i Slavko Muža.
Za vrijeme dok je Jurica Fabijanić vodio postrojbu, promijenila je ime u Jedinica specijalne policije PU Kutina. Kad je Boris Jambrešić vodio postrojbu, promijenila je ime u Specijalna jedinica policije “Ris” Kutina.
Kroz postrojbu prošlo je više od 400 pripadnika. Ranjeno je i stradalo više od 50 pripadnika.

## Poginuli
Za SJP “Ris” Kutina, rat je počeo mnogo prije nego ostalima, a ni kraj nije bio kao ostalima, nego je završio znatno kasnije.
Tijekom Domovinskog rata, ali i u malo poznatom razdoblju Domovinskog rata godinama poslije Daytonskog sporazuma, poginula su petnaestorica 15 pripadnika Specijalne jedinice policije „RIS“ Kutina:
- Josip Iverac (26. lipnja 1991. – 02. kolovoza 1991. kod Hrvatske Kostajnice)[2]
- Predrag Škrbina  (26. lipnja 1991. – 02. kolovoza 1991. kod Hrvatske Kostajnice)[2]
- Željko Šlat (04. rujna 1991. - deblokada autoputa Gređani – Čovac)[2]
- Pejo Mijadžiković (28. rujna 1991. - Novska)[2]
- Stjepan Mihaljević (05. listopada 1991. – Novska)[2]
- Mijo Šerbecki (28. veljače - 14. ožujka 1994. - akcija "Poskok II")[2]
- Trpimir Bakarić (04. kolovoza - 09. kolovoza 1995. - akcija "Oluja" – Gračac)[2]
- Dominik Jurčić (17. rujna 1995. - Oluja - Obruč?)[2]
- Kristijan Cvetić (22. lipnja 1996.)[2]

Poginuli su još Nenad Straga, Damir Vukorep, Branko Liteplo, Ante Šejić, Vlado Pastulović, Boban Šlafer i Ivan Mišković.

## Himna
Himna SJP Ris:
Sjaj ste kutinski,

Ponos novljanski,

Sloga ivanićka,

Duša garešnička.
Risovi, risovi

Specijalci kutinski

Domovini odani
Pamte vas obale Dunava,

Dubrovačke slavne zidine,

Praskozorja Banovine

Žita plemenite Slavonije.
Risovi, risovi,

Specijalci kutinski

Domovini odani.
U moslavačka proljeća

Slavit će v...as stoljeća.

Snivaju vas hrabri Risovi

Snježni velebitski visovi.
Risovi, risovi

Specijalci kutinski,

Domovini odani

## Odlikovanja
- 2012.: Red Nikole Šubića Zrinskog za iskazano junaštvo pripadnika postrojbe u Domovinskom ratu[3]

## Vanjske poveznice
- MUP, Specijalna policija  Arhivirana inačica izvorne stranice od 4. travnja 2015. (Wayback Machine)

- SJP Ris Kutina  Arhivirana inačica izvorne stranice od 5. ožujka 2016. (Wayback Machine)